# Dražen Brnčić
Dražen Brnčić (Zagabria, 17 luglio 1971) è un allenatore di calcio, ex calciatore ed ex giocatore di calcio a 5 croato, di ruolo centrocampista, tecnico del Tubize-Braine.

## Carriera

### Calciatore

#### In Belgio
Brnčić iniziò la carriera nelle giovanili della Dinamo Zagabria per poi passare al Segesta Sisak NK. Nel 1991, a seguito della dichiarazione di indipendenza della Croazia e l'inizio della guerra con la Serbia, si trasferì in Belgio dove venne ingaggiato dall'Ache, squadra militante nella quarta divisione locale. Dopo 4 stagioni passate nelle serie minori, nel 1995 passò nelle file del Charleroi, dove giocò con regolarità nella prima divisione belga collezionando 74 presenze e 10 reti in tre stagioni, riuscendo a attirare su di sé le attenzioni di vari club di Francia, Inghilterra, Austria ed Italia.

#### In Italia
Nel 1998, dopo un primo interessamento da parte del Pescara, il giocatore venne ingaggiato dalla Cremonese. Con i grigiorossi giocò 22 partite realizzando 2 reti ed al termine della stagione, dopo la retrocessione in Serie C della squadra, si trasferì nelle file del Monza. Con la squadra biancorossa disputò un campionato giocando 37 partite in Serie B e realizzando 9 reti; al termine dell'anno passò al Milan.
Brnčić in rossonero fece il suo esordio in gare ufficiali il 13 settembre del 2000 nella partita di Champions League contro il Beşiktaş, e collezionò la sua prima presenza in serie A il successivo 23 dicembre contro il Perugia. Nel gennaio 2001, dopo aver collezionato in totale 5 presenze in gare ufficiali, la dirigenza del Milan lo cedette al L.R. Vicenza con la formula del prestito con diritto di riscatto. Brncic si dichiarò soddisfatto, affermando di aver ottenuto un ingaggio superiore e di essersi avvicinato alla nativa Croazia. Non ebbe successo con la compagine veneta, dopo aver esordito il 4 febbraio 2001 in Vicenza-Udinese (1-2), concluderà il campionato con sole 4 presenze.
Alla termine della stagione non venne riscattato e, dopo aver fatto ritorno al Milan, fu ceduto all'Inter nell'ambito dell'operazione che portò Andrea Pirlo ai rossoneri. Il centrocampista però non rientrava nei piani dell'allenatore Héctor Cúper e fu dato in prestito all'Ancona in Serie B, dove collezionò 2 presenze. Nella stagione 2002/03 passò, sempre in prestito, al Venezia, dove ritornò ad essere schierato in campo con regolarità disputando al termine della stagione 28 presenze e segnando un gol.

#### Nei Paesi Bassi
A fine campionato lasciò l'Italia e nel novembre del 2003 fece un provino col Vitesse ma poi, preferendo avvicinarsi a Liegi, accettò l'offerta del MVV Maastricht, un club calcistico olandese all'epoca militante nella Eerste Divisie, firmando un contratto di un anno con opzione sul secondo. Al termine del suo primo campionato olandese, concluso con 16 presenze e 2 reti, lasciò il calcio professionistico per dedicarsi al calcio a 5 e si trasferì al club belga RP Ans. Nel gennaio 2005, Brncic tornò al calcio a 11 rientrando nel MVV Maastricht, dove rimase per tre stagioni collezionando in tutto 84 presenze con 22 reti realizzate.

#### Ritorno in Belgio
Nel 2008, all'età di 37 anni, tornò in Belgio legandosi all'RCS Visé, un club di terza divisione, nel quale militò fino al giugno 2009 per un totale di 39 presenze e 8 reti. Nella stagione seguente scese di categoria andando a giocare nelle file del Seraing e dall'agosto 2010 ha militato nelle file del Royal Sprimont CS. Per la stagione 2011-2012, all'età di 40 anni, firmò un contratto col FC Richelle United, squadra impegnata nel campionato provinciale di Liegi.

### Allenatore
Nel mese di settembre 2011 aveva effettuato uno stage di allenatore con la sua ex squadra, il CS Visé, ed al termine della stagione lasciò il calcio giocato per intraprendere la carriera da allenatore. Il 29 ottobre 2012 ha ottenuto il suo primo incarico venendo chiamato alla guida del RCS Verviers, squadra belga militante nella terza divisione locale. Qui, dopo aver ottenuto la salvezza alla prima stagione, è riuscito a conquistare il secondo posto alla stagione seguente. Il risultato tuttavia non gli ha permesso di disputare gli spareggi finali per la promozione in seconda divisione, a causa delle gravi inadempienze finanziarie del suo club. È stato in seguito ingaggiato dalla Union Saint-Gilloise, squadra storica di Bruxelles, per un anno con opzione per quello successivo. Ha fatto un lavoro fantastico e l'Union Saint-Gilloise è stato promosso in seconda divisione.
Ha cominciato la stagione 2015-2016 alla guida del Patro Eisden Maasmechelen, club della seconda divisione belga, ma dopo 4 mesi ha rassegnato le dimissioni a causa di divergenze con la società. Nella stagione 2015-2016 ha allenato anche il Seraing, club erede del Royal Boussu Dour e appartenente sempre alla seconda divisione belga; la collaborazione con Seraing è finita nel marzo 2016.
Nel 2016 è stato ingaggiato come allenatore dell'RWDM47 nelle leghe amatoriali belghe, che ha portato a due promozioni consecutive.